# El casto Susano
El casto Susano es una película de comedia mexicana de 1954 escrita, dirigida y protagonizada por Joaquín Pardavé, junto a Silvia Pinal, Fernando Fernández y Antonio Aguilar.

## Argumento
Susano es un paisano que vive en un puritano matrimonio con Virtudes, con quien tiene una hija, Marta. Molesto con que Manuel, el pretendiente de Marta, aparenta ser un joven ingenuo e inexperto en temas del mundo, lo lleva de viaje a la capital. El viaje resulta ser en realidad una excusa para que Susano pueda visitar a la vedette Mimí, a la que ha estado cortejando presentándose como soltero, para disgusto de otro pretendiente de Mimí, Federico. Durante su estadía, Susano descubre que Manuel es en realidad un cantante y compositor de canciones de vida alegre, que solo fingió ser ingenuo ante Marta en un intento por romper la relación, debido a que fue el padre de Manuel el que los comprometió. Complicando aún más las cosas, Susano descubre que su esposa Virtudes y Marta viajaron también a la capital, habiendo sido alertadas por Federico.

## Reparto
- Joaquín Pardavé como Susano.
- Silvia Pinal como Mimí.
- Fernando Fernández como Manuel.
- Antonio Aguilar como Federico.
- Perla Aguiar como «Dulce Cachemira».
- Fanny Schiller como Doña Virtudes.
- Agustín Isunza como Hildebrando.
- Gloria Mange como Marta.
- María Herrero como Berta.
- Maruja Grifell como Modista francesa.
- María Luisa Cortés como Modelo.
- Gregorio Acosta como Espectador en teatro (no acreditado).
- Alfonso Arau (no acreditado)
- León Barroso como Don Plácido, boticario (no acreditado)
- Josefina Burgos como Invitada a fiesta (no acreditada).
- Lupe Carriles (no acreditada)
- Sergio Corona (no acreditado)
- Javier de la Parra como Empleado de casa de modas (no acreditado).
- Mario García González como Taxista (no acreditado).
- Jesús Gómez como Espectador en teatro (no acreditado).
- Maty Huitrón como Modelo (no acreditada).
- Francisco Llopis como Cantinero (no acreditado).
- Elena Luquín como Invitada a fiesta (no acreditada).
- Ángel Merino como Mesero (no acreditado).
- José Muñoz como Gerente de hotel (no acreditado).
- José Pardavé como Empleado teatro (no acreditado).
- Ángela Rodríguez como Mujer en fiesta (no acreditada).
- Alta Mae Stone como Modelo (no acreditada).

## Producción
El personaje de Pardavé, Susano Alegre y Rematado, ha sido considerado una especie de parodia del personaje que le había consagrado como actor en la película México de mis recuerdos (1944), Susano «Susanito» Peñafiel y Somellera. Pardavé y Antonio Aguilar ya habían trabajado juntos anteriormente en Mi adorada Clementina (1953).

## Lanzamiento
La película se estrenó en el Cine Opera el 20 de mayo de 1954.